# Macrostemum eleanora
Macrostemum eleanora är en nattsländeart som först beskrevs av Banks 1938.  Macrostemum eleanora ingår i släktet Macrostemum och familjen ryssjenattsländor. Inga underarter finns listade i Catalogue of Life.